# Region zawiasowy
Region zawiasowy, rejon zawiasowy – fragment cząsteczki przeciwciała, w którym znajdują się mostki dwusiarczkowe (w liczbie od 2 do 11) między łańcuchami ciężkimi, odpowiadający za istnienie zmienności segmentalnej.
Przeciwciała IgE i IgM w ogóle nie mają rejonu zawiasowego, w innych (na przykład IgG3) może on być silnie wydłużony. Rejon zawiasowy jest najbardziej podatnym na uszkodzenie fragmentem immunoglobuliny, dlatego w wydzielniczych IgA, szczególnie narażonych na proteazy, jest on krótki, natomiast w IgD długi, utworzony przez 64 aminokwasy.